# Aquixtla
Aquixtla  es una localidad donde a la vez es la cabecera municipal del municipio de Aquixtla, se encuentra a 128 km de la Ciudad de Puebla, capital del Estado de Puebla.
Este pueblo tiene conexión directa con las pequeñas ciudades de Chignahuapan, y Tetela de Ocampo, lo que hace que tenga buena comunicación y llegada de comercio que alimenta al municipio.

## Comercio
El municipio se dedica principalmente a la producción de jitomate y en menor medida a la esfera, pues en los últimos años, se ha visto crecer el número de invernaderos de jitomate alrededor del pueblo, ya que se ha convertido en su principal motor económico, reemplazando así a la esfera, que durante mucho tiempo fue el productor auxiliar de Chignahuapan, aparte de generar siembra de maíz, frijol y alberjón.

## Festividades
La fiesta grande del pueblo es la de Nuestro Padre Jesús, que se celebra cada 2 de enero, aunque la feria y las procesiones comienzan desde el 27 de diciembre, día en que también se celebra el día de San Juan, ya que la parroquia principal del pueblo es precisamente dedicada a ese santo. Los recorridos de Padre Jesús es a lo largo y ancho de todas las comunidades del municipio, lanzando cohetones y alabanzas a Padre Jesús, y al final regresa a la cabecera municipal celebrando la santa misa al medio día, alrededor hay puesto de tianguis, ventas de todo tipo, entretenimiento, juegos mecánicos, y en la noche se hace la quema de castillo pirotécnico y fuegos artificiales y al final los bailes que terminan hasta la madrugada, específicamente son dos bailes, una que organiza el sacerdote de la iglesia del pueblo y otra en el terreno llano del pueblo, donde vienen grupos y/o bandas musicales reconocidas a nivel nacional.